# Bromley (Kentucky)
Bromley – miasto w Stanach Zjednoczonych, w stanie Kentucky, w hrabstwie Kenton.